# Solnan
Le Solnan est une rivière de l'Est de la France, des régions Auvergne-Rhône-Alpes et Bourgogne-Franche-Comté, dans les deux départements de l'Ain et Saône-et-Loire, et un affluent gauche de la Seille, donc un sous-affluent du fleuve le Rhône par la Saône.

## Géographie
Il prend sa source à Verjon dans l’Ain (canton de Coligny) dans le massif du Jura, département de l’Ain, près du lieu-dit le Moulin Neuf, à 230 mètres d'altitude.
La longueur du cours d'eau est de 61,6 km et il coule globalement du sud-sud-est vers le nord-nord-ouest.
Il se jette dans la Seille à Louhans en Saône-et-Loire.
La source du Solnan est une émergence karstique dont les eaux proviennent du val d'Épy comme le montrent différents traçages. Le Solnan naît d'une grosse source permanente impénétrable, mais une émergence temporaire a été explorée sur quelques mètres. 

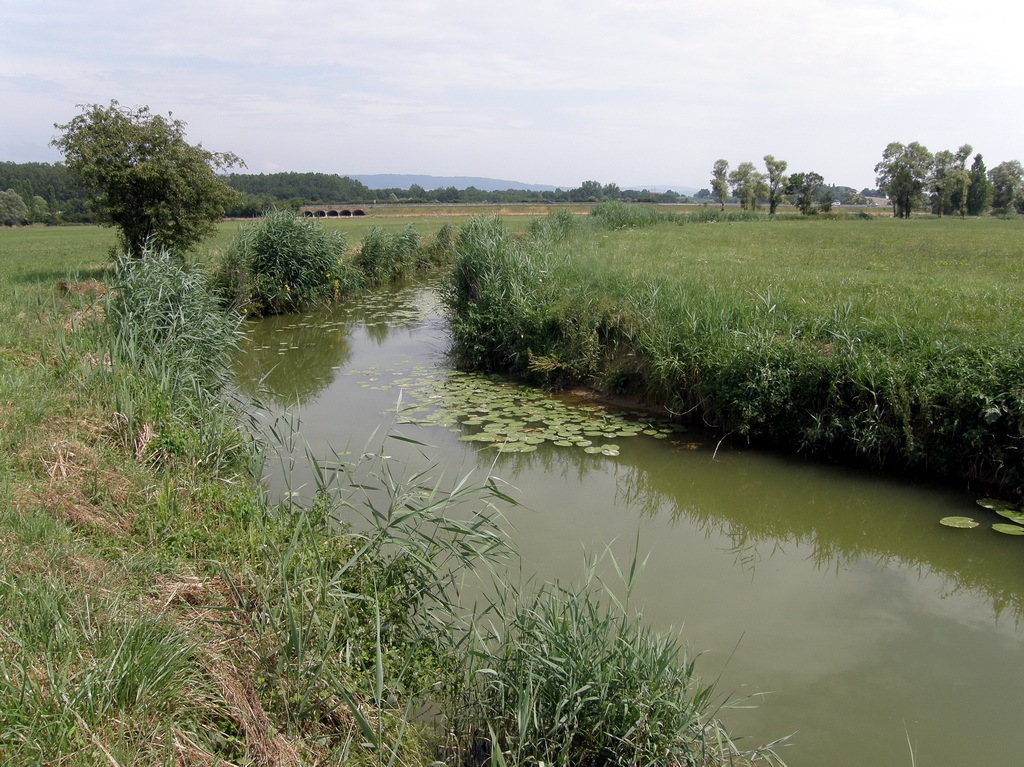
Le Solnan à Domsure (Ain).

### Communes et cantons traversés
Dans les deux départements de l'Ain et de Saône-et-Loire, le Solnan traverse les seize communes suivantes, dans quatre cantons, dans le sens amont vers aval, de Verjon (source), Villemotier, Bény, Salavre, Coligny, Pirajoux, Domsure, Beaupont, Condal, Dommartin-lès-Cuiseaux, Varennes-Saint-Sauveur, Frontenaud, Sainte-Croix-en-Bresse, Bruailles, La Chapelle-Naude, Louhans (confluence).
Soit en termes de cantons, le Solnan prend source dans le canton de Coligny, traverse le canton de Cuiseaux et le canton de Montpont-en-Bresse, et conflue dans le canton de Louhans, dans les arrondissements de Bourg-en-Bresse, de Louhans, et dans les intercommunalités communauté d'agglomération du Bassin de Bourg-en-Bresse, Bresse Louhannaise Intercom'.

### Bassin versant
Le Solnan traverse cinq zones hydrographiques U342, U343, U344, U345, U346 pour une superficie totale de 1 940 km2.
Sur les seize communes traversées du bassin versant, 16 793 habitants occupent 270 km2 avec une densité de 62,3 hab/km2 à 217 m d'altitude[réf. nécessaire].

### Organisme gestionnaire
Un contrat de rivière du bassin de la Seille porté par le Syndicat mixte Saône et Doubs a été mis en œuvre depuis 2002 avec l'aide financière des conseils régionaux et généraux, de l’Agence de l’eau et de l’État. Ce syndicat est désormais intégré dans l'EPTB Saône-Doubs. Il se préoccupe de la qualité de l'eau mais aussi des inondations de lieux habités lors des crues qui concernent plus de trente communes, les trois secteurs les plus touchés étant l’agglomération louhannaise, Bletterans et Voiteur.

## Affluents
Le Solnan a dix affluents référencés dont quatre sont de longueur supérieure à dix kilomètres :
- le Sevron (rg[note 2]), long de 55 kilomètres sur neuf communes et avec onze affluents et de rang de Strahler trois.
- la Gizia, (rd), 17 km, sur quatre communes avec deux affluents, qui arrose Cousance et conflue à Frontenaud
- la Vallière, (rd), 51 km, sur quinze communes avec neuf affluents, de rang de Strahler quatre, qui conflue à Louhans.
- le Ruisseau Besançon (rd) 14,4 km sur cinq communes avec deux affluents

Les autres affluents sont :
- le Bief de l'Étang Carme (rd) 1,2 km sur les deux communes de Verjon et Villemotier.
- le Bief de Laval (rd) 4,8 km sur les deux communes de Salavre et Villemotier.
- le Bief d'Ausson (rg) 6,4 km sur les quatre communes de Villemotier, Verjon, Courmangoux et Val-Revermont avec trois affluents :
  - le Bief de la Rippe, 3,1 km sur une seule commune de Val-Revermont avec un affluent :
    - le Bief du Vernais, 1,9 km sur une seule commune de Val-Revermont.

  - le Ruisseau du Grand Pré, 4,5 km sur les trois communes de Courmangoux, Val-Revermont.
  - le Ruisseau de Courmangoux, 6,3 km sur les quatre communes de Villemotier, Verjon, Courmangoux et Val-Revermont..
- le Bief du Lignon ou Bief de la Converse (rg) 5,4 km sur les cinq communes de Villemotier, Courmangoux, Bény, Val-Revermont et Saint-Étienne-du-Bois.
- le Ruisseau de Boccarnoz (rd) 5,7 km sur les trois communes de Pirajoux, Les Trois Châteaux, Coligny.
- le Bief Turin (rd) 5,5 km sur les trois communes de Domsure, Les Trois Châteaux et Coligny avec un affluent :
  - le Bief des Colesses, 2,7 km sur les quatre communes de Saint-Amour, Domsure, et Les Trois Châteaux

### Rang de Strahler
Donc le rang de Strahler du Solnan est de cinq par la Vallière.

## Hydrologie
Quatre stations hydrologique ont été installées sur le Solnan : 
- U3434310 : Le Solnan à Verjon (source) de 1967 à 1984[6].
- U3434320 : Le Solnan à Verjon (village) de 1984 à 2013[7].
- U3434340 : Le Solnan à Domsure (source) de 1993 à 2013[8].
- U3434360 : Le Solnan à Sainte-Croix (Tagiset) de 2005 à 2013[9].

Son régime hydrologique est dit pluvial.

### Le Solnan à Domsure
À celle de Domsure, de 1993 à 2013, donc sur 20 ans, le module est de 2,310 m3/s

## Aménagements et écologie

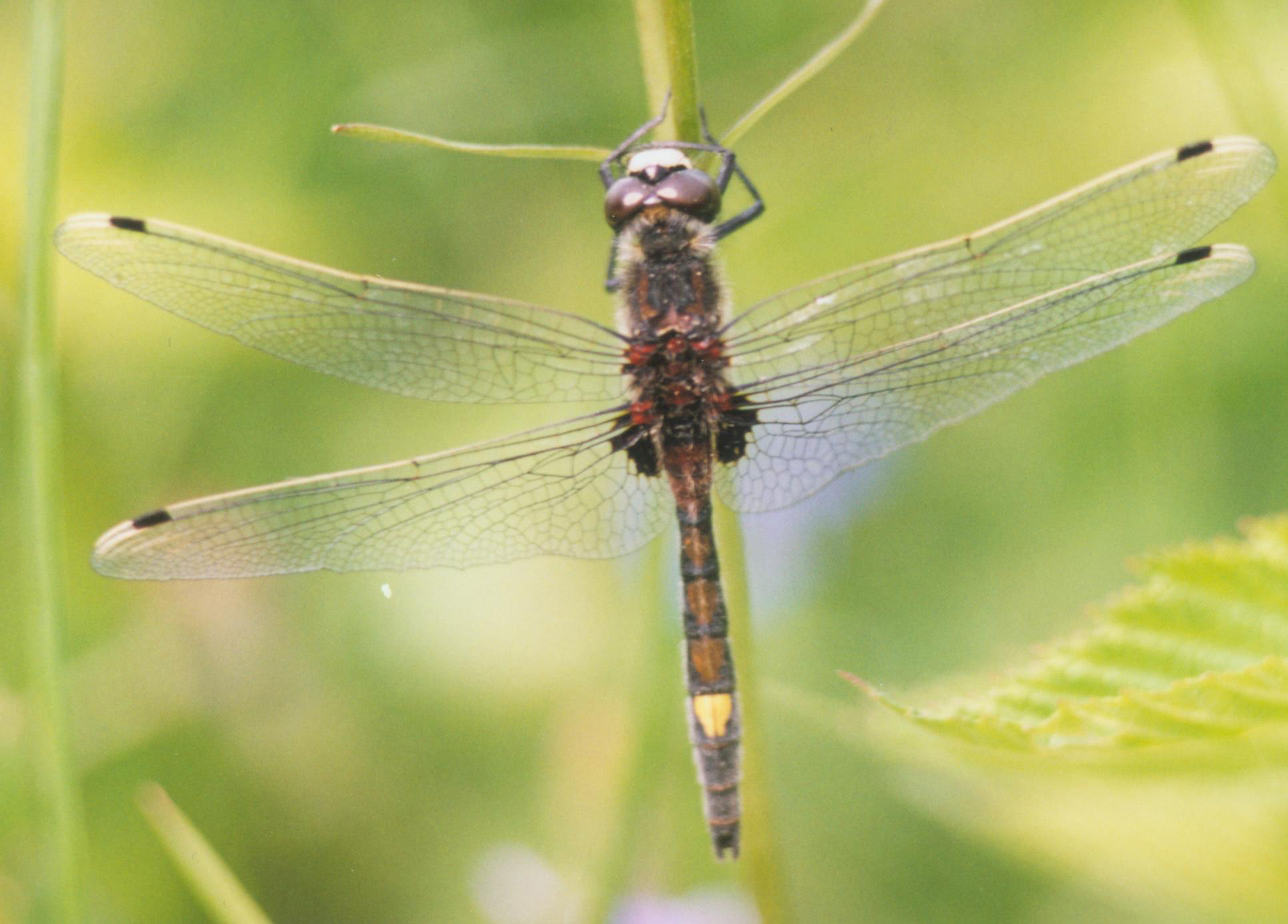
La Leucorrhine à gros thorax.

Les eaux sont polluées depuis de nombreuses années par les rejets des villages et des exploitations agricoles du bassin d'alimentation.
Une ZNIEFF de type II intitulée « Vallées du Sevron, du Solnan et massifs boisés alentour » concerne 16 273 ha sur lesquels on trouve de nombreuses libellules dont la très rare Leucorrhine à gros thorax.

### Pêche
Le Solnan est un cours d'eau de deuxième catégorie.